# Neallogaster annandalei
Neallogaster annandalei – gatunek ważki z rodziny szklarnikowatych (Cordulegastridae). Prawdopodobnie jest to endemit chińskiej prowincji Junnan. Oprócz okazów typowych, na podstawie których Fraser opisał ten gatunek w 1923 roku, odłowiono tylko jeden okaz – samicę (Zhou, 1988).